# Tuija Brax
Tuija Brax (née Tuija Karvonen le 6 janvier 1965 à Helsinki), est une femme politique finlandaise, membre de la Ligue verte et ancienne ministre de la Justice.

## Biographie
Diplômée de droit en 1990, elle intègre le conseil municipal d'Helsinki en 1993. Élue pour la première fois députée dans la circonscription d'Helsinki à l'occasion des élections législatives de 1995, elle a toujours été réélue depuis. L'année 1995 la voit également prendre brièvement la tête du parti en remplacement de Pekka Haavisto. Elle cède la direction à Satu Hassi dès 1997.
De 2003 à 2007 elle préside la commission des lois du parlement. Elle est choisie par Matti Vanhanen pour le poste de Ministre de la Justice du gouvernement Vanhanen II après le retour des Verts dans la coalition gouvernementale à la suite des législatives de 2007. Elle conserve son poste au sein du gouvernement Kiviniemi.
Elle n'est pas reconduite dans le gouvernement Katainen, dont les Verts sont pourtant membres.